# 恩里科·科恩
恩里科·科恩（英語：Elliot Meyerowitz，1957年9月29日—）是一位英国植物学家和发育生物学家，东盎格利亚大学教授，1998年当选皇家学会会士。